# USS Ranger (CV-61)
«Рейнджер» — (англ. USS Ranger (CV-61))— американський авіаносець типу «Форрестол». Сьомий корабель ВМС США з такою назвою.

## Історія створення

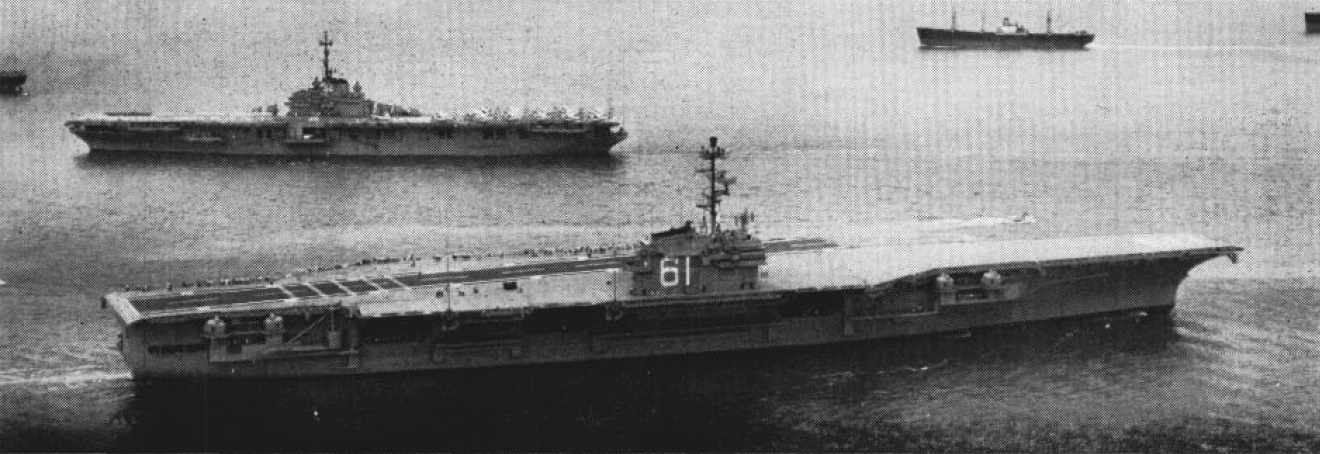
«Рейнджер» вирушає на випробування, 1957 рік

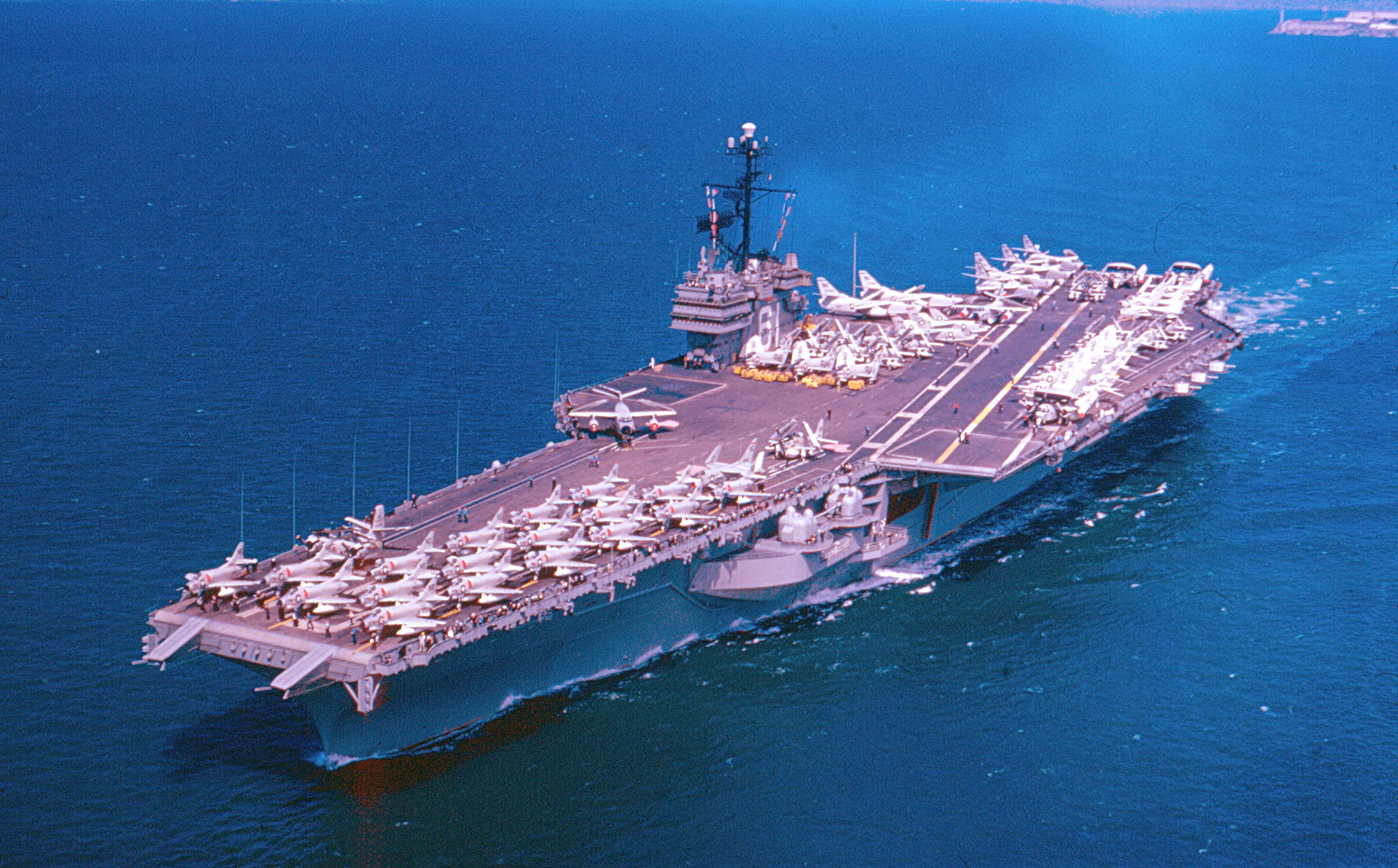
«Рейнджер», 1961 рік

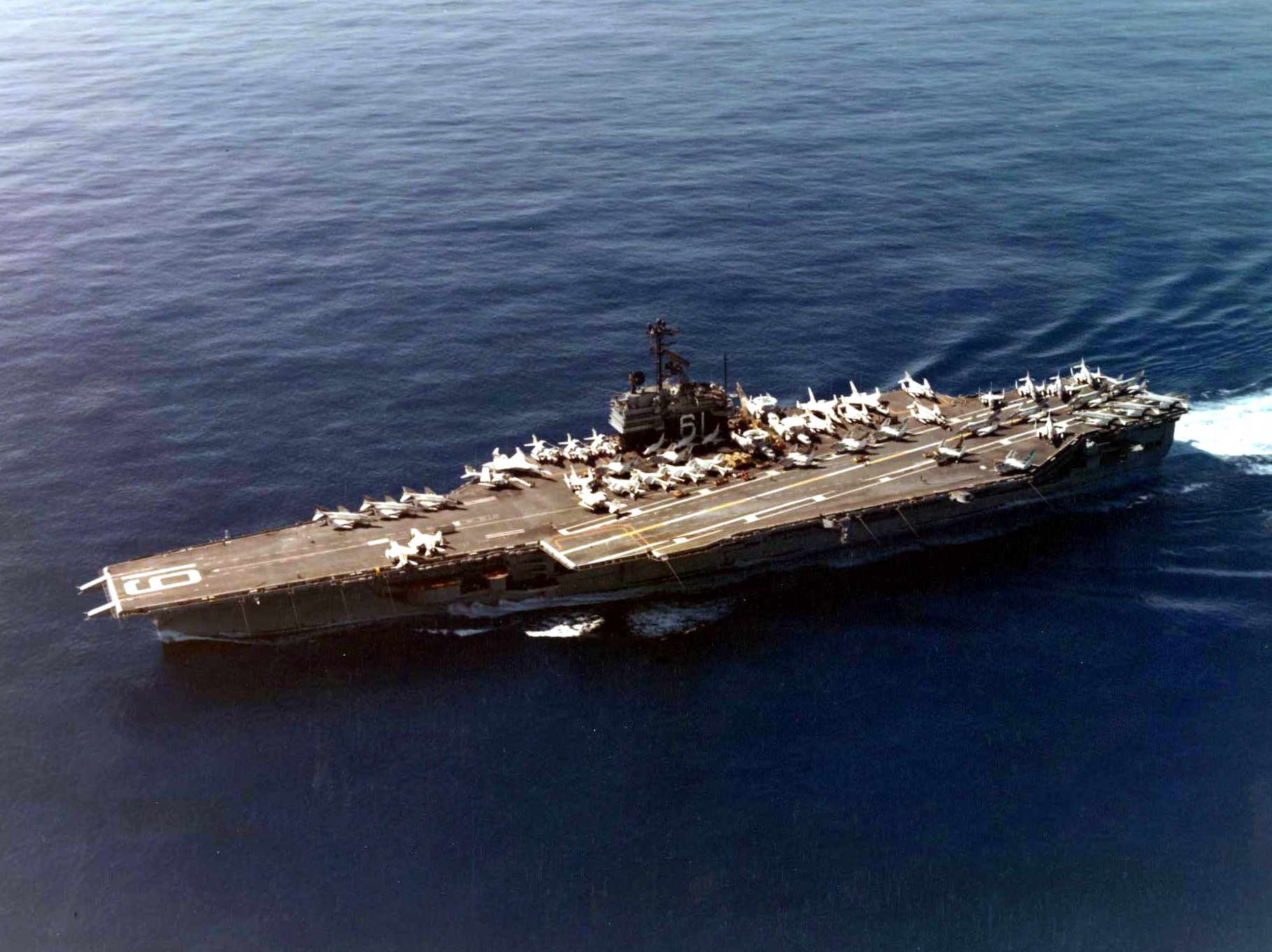
«Рейнджер», 1974 рік

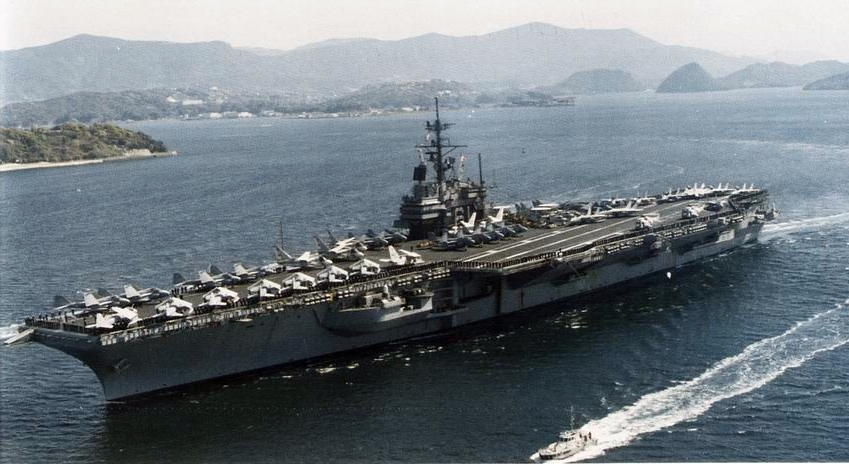
«Рейнджер», 1987 рік

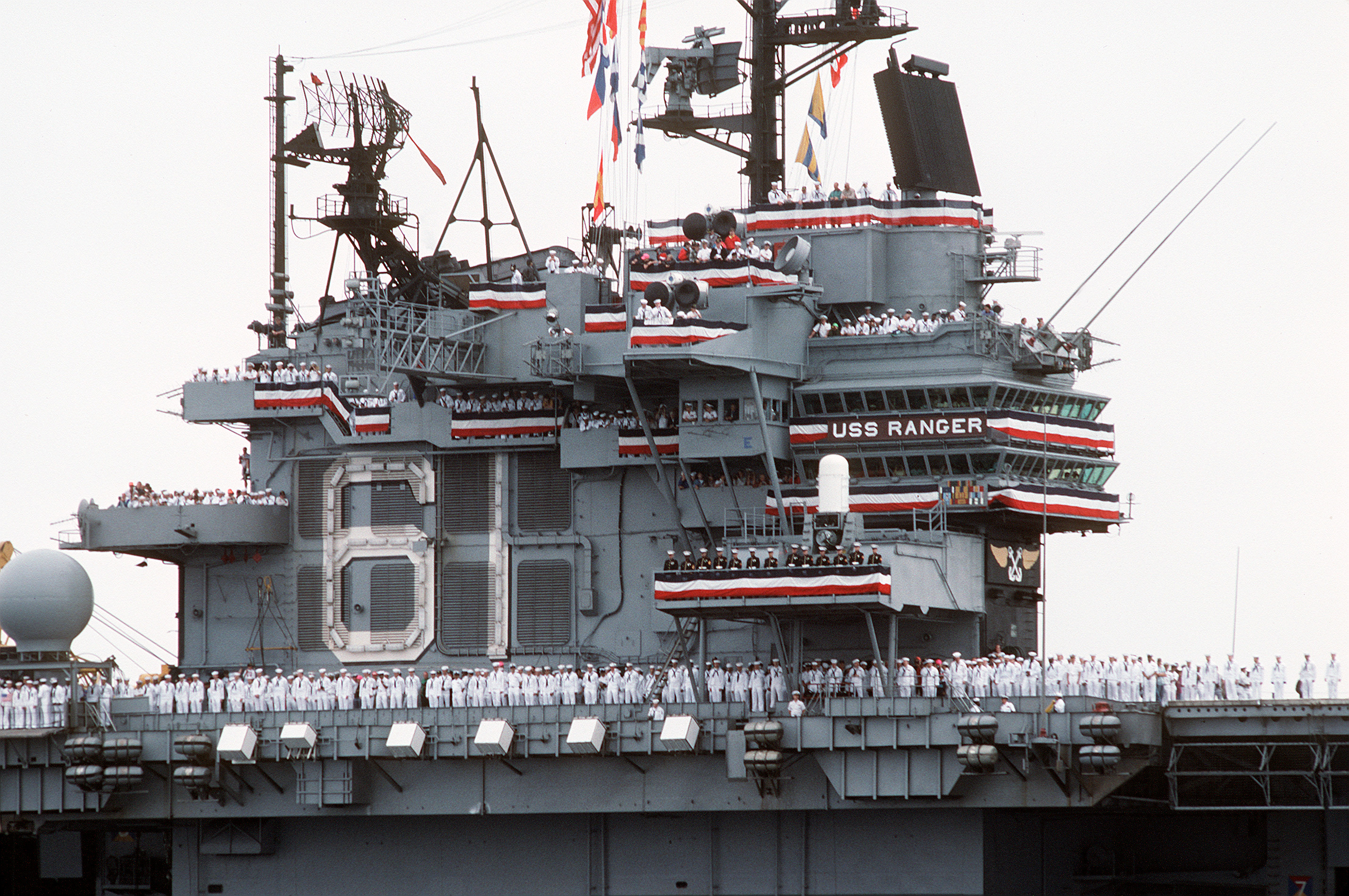
Повернення «Рейнджера» після «Бурі в пустелі»

Авіаносець «Рейнджер» був закладений 2 серпня 1954 року на верфі Newport News Shipbuilding у Ньюпорт-Ньюс під індексом CVA-61. Спущений на воду 29 вересня 1956 року, включений до складу флоту 10 серпня 1957 року.
«Рейнджер» став першим авіаносцем, від початку спроектованим та побудованим з кутовою політною палубою, на відміну від двох попередніх кораблів цього класу, авіаносців «Форрестол» та «Саратога», будівництво яких почалось із прямою палубою, а зміни в проект були внесені вже під час будівництва.

## Історія служби

### Початок служби
Після навчального плавання в Гуантанамо (04.10-06.12.1957) «Рейнджер», обійшовши мис Горн, перейшов на Тихий океан (20.06-20.08.1958). Базувався в Аламеді. 10 листопада 1958 року постраждав від пожежі та вибухів випарів бензину (2 чоловіки загинули, 15 поранено).
Здійснив 4 дальніх походи по Тихому океану (03.10.1958—27.07.1959, 06.02—30.08.1960, 11.08.1961—08.03.1962, 09.11.1962— 14.06.1963), відвідавши Японію, Філіппіни, Гонконг, Південний В'єтнам, патрулював у Тайванській протоці. 
Авіаносець пройшов ремонти та модернізації в Сан-Франциско (07.08.1963—14.02.1964 та 13.05—30.09.1965) та П'юджет-Саунд (30.09.1966— 31.05.1967).

### Війна у В'єтнамі
«Рейнджер» брав активну участь в бойових діях у В'єтнамі, здійснивши 8 походів на ТВД з авіагрупою CVW-2 (05.08.1964—06.05.1965, 10.12.1965—25.08.1966, 04.11.1967—25.05.1968, 26.10.1968—17.05.1969, 14.10.1969—01.06.1970, 27.10.1970—17.06.1971, 16.11.1972-23.06.1973, 07.05.1974—18.10.1974). Всього за час війни авіагрупа «Рейнджера» втратила 30 літаків.
У вересні 1964 року авіаносець отримав пошкодження від вибуху котла. По дорозі в США та назад здійснював патрулювання поблизу берегів Кореї у зв'язку із загостренням стосунків з КНДР
(01.1968, 10.1968—04.1969).

### 1970-1980-ті роки
30 червня 1975 року авіаносець був перекласифікований у CV-61. Здійснив похід в Індійський океан (30.01—07.09.1976), під час військового конфлікту між Кенією та Угандою перебував поблизу берегів Африки (липень 1976 року). 
В період з лютого 1977 року по березень 1978 року авіаносець пройшов ремонт в П'юджет-Саунд. 5 квітня 1979 року зіткнувся з ліберійським танкером «Форчен». Здійснив похід в Аравійське море та патрулювання поблизу берегів Ірану (10.09.1980—05.05.1981), візит у Ванкувер (30.10—04.11.1981).
Протягом 1992-1984 років «Рейнджер» здійснив 3 дальніх походи в Тихий та Індійський океани, в ході яких сталось 2 надзвичайні події: зіткнення з танкером «Уічіта» (18.07.1983) та пожежа у машинному відділенні (01.11.1983, 6 чоловік загинуло та 35 поранено). 
З 15 квітня 1984 року по 1 червня 1985 року авіаносець пройшов ремонт та модернізацію, після чого здійснив похід в Японське та Берингове моря (18.08-18.10.1986) та відвідав Пусан. у період з 14 липня по 30 грудня 1987 року проводив операцію з охорони судноплавства у Перській затоці. Пізніше здійснював патрулювання в Південно-Китайському морі та Індійському океані, здійснив захід в Австралію (24.02— 24.08.1989).

### Буря в пустелі
Під час війни в Перській затоці авіаносець брав участь у бойових діях з авіагрупою CVW-2 (08.12.1990—08.06.1991). За час операції літаки з «Рейнджера» здійснили 253 бойових вильоти - більше, ніж з будь-якого іншого авіаносця США. Вони провели у повітрі 10 542 години, скинули більше 1800 тонн бомб, збили 1 іракський вертоліт Мі-8. Власні втрати - 1 літак А-6Е з ескадрильї VA-155.

### Завершення служби
Свій останній, 22-й дальній похід, «Рейнджер» здійснив у Перську затоку та бо узбережжя Сомалі  (01.08.1992— 31.01.1993), у якому брав участь у патрулюванні повітряного простору Іраку південніше 32-ї паралелі. 
Після повернення у США авіаносець 10 липня 1993 року був виведений зі складу флоту та перебував у резерві в П'юджет-Саунд.
У вересні 2010 року некомерційна організація USS Ranger Foundation звернулась до командування ВМС США із пропозицією перетворити «Рейнджер» на корабель-музей. Проте у вересні 2012 року командування ВМС відхилило цю пропозицію та вирішило здати корабель на злам. Підготовка до утилізації була завершена 29 травня 2014 року.

## Цікаві факти
Авіаносець «Рейнджер» взяв участь у зйомках серіалів «Людина на шість мільйонів доларів» (англ. The Six Million Dollar Man) і «Ескадрилья чорних овець» (англ. Black Sheep Squadron), а також фільмів «Найкращий стрілець», «Зоряний шлях 4: Подорож додому» (де грав роль «Ентерпрайза») і «Політ «Інтрудера» (англ. Flight of the Intruder).